# Radegonda (nome)
Radegonda  è un nome proprio di persona italiano femminile.

## Varianti
- Femminili: Redegonda[3]
  - Ipocoristici: Gonda[1]
- Maschili: Radegondo[2], Redegondo[3]

### Varianti in altre lingue
- Basco: Erradegunde[4]
- Catalano: Radegunda[4]
- Francese: Radegonde
- Germanico: Radagundis[5], Radegundis[5], Ratgundis[5], Radgund[5]
- Latino: Radegundis, Radegundes[1]
- Polacco: Radegunda
- Portoghese: Radegunda
- Spagnolo: Radegunda[4]

## Origine e diffusione
Deriva dal nome germanico Radagundis che, composto dai termini raed (o raet, "consiglio") e gunt (o gund, "battaglia"), può essere interpretato come "consigliera in guerra", "consigliera in combattimento". Altre fonti riconducono invece il primo elemento a hrad ("laborioso", "celere", quindi "infaticabile guerriera"), tuttavia non sono attestati composti germanici di hrad e gund.
Il nome gode di scarsa diffusione.

## Onomastico

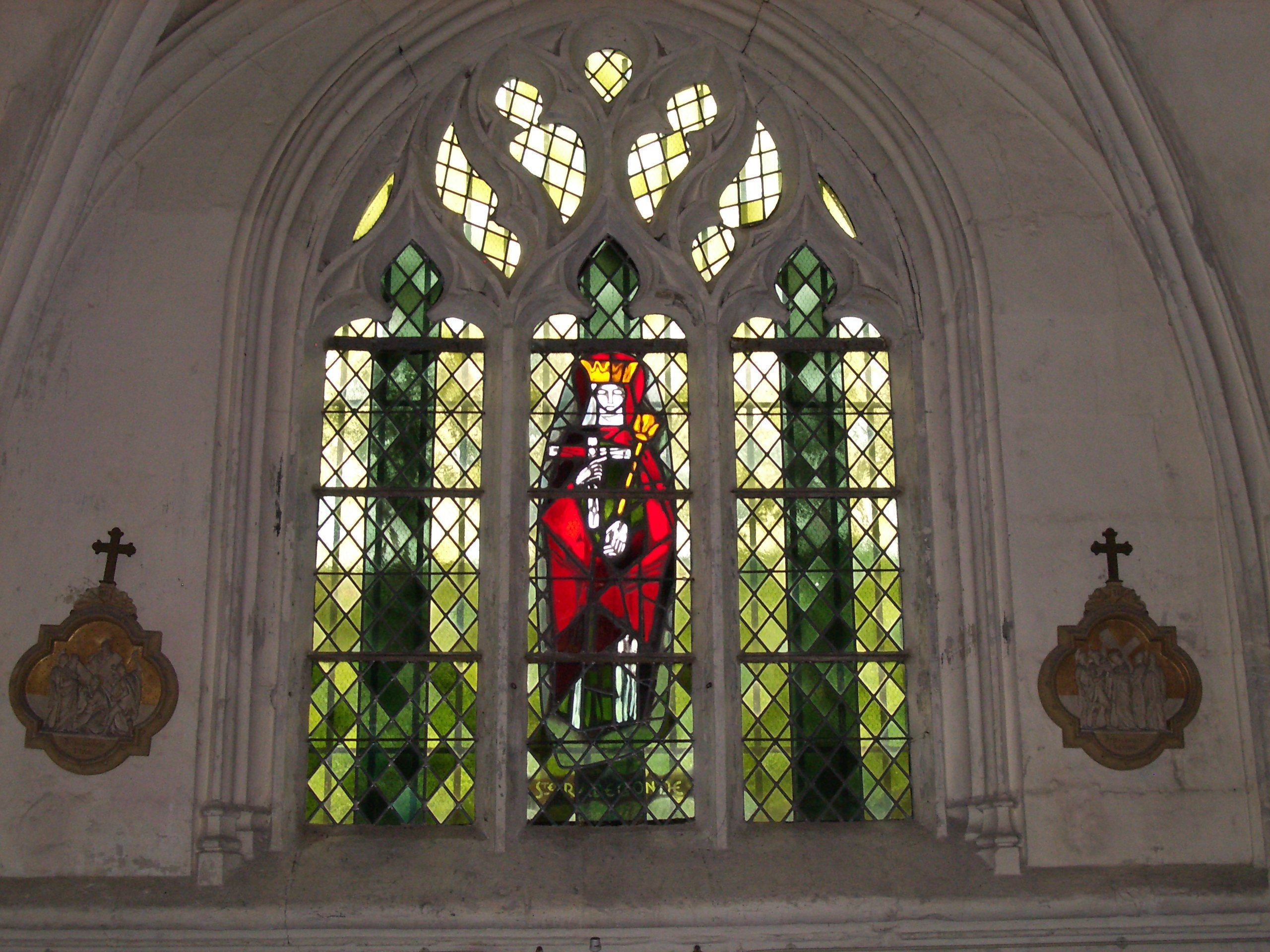
Santa Radegonda su una vetrata della chiesa a lei dedicata a Giverny.

L'onomastico si può festeggiare il 13 agosto in memoria di santa Radegonda, regina dei Franchi.

## Persone
- Radegonda, moglie di Clotario I, regina dei Franchi e santa